# Maira (dieren)
Maira is een vliegengeslacht uit de familie van de roofvliegen (Asilidae).

## Soorten
- M. abscissa (Walker, 1860)
- M. aenea (Fabricius, 1805)
- M. albifacies Wulp, 1872
- M. appendiculata Bezzi, 1928
- M. aterrima Harmann, 1914
- M. auribarbis (Macquart, 1848)
- M. aurifacies (Macquart, 1848)
- M. bicolor Joseph & Parui, 1987
- M. bisnigra Bigot, 1878
- M. calopogon (Bigot, 1878)
- M. cambodgiensis Bigot, 1878
- M. claripennis (Le Gouillou, 1842)
- M. compta Walker, 1861
- M. conveniens (Walker, 1861)
- M. definadoi Joseph & Parui, 1981
- M. elegans (Walker, 1855)
- M. elysiaca Osten-Sacken, 1881
- M. flagellata (Walker, 1861)
- M. germana (Walker, 1858)
- M. gloriosa (Walker, 1858)
- M. gracilicornis Meijere, 1913
- M. hirta Meijere, 1913
- M. hispidella Wulp, 1872
- M. indiana Joseph & Parui, 1987
- M. kollari (Doleschall, 1857)
- M. lauta Wulp, 1885
- M. leei (Paramonov, 1958)
- M. limbidorsum Bezzi, 1928
- M. longicornis Meijere, 1913

- M. longirostrata Bromley, 1935
- M. nigrithorax Wulp, 1872
- M. niveifacies (Macquart, 1850)
- M. nychthemera Wulp, 1872
- M. occulta Wulp, 1872
- M. paradisiaca (Walker, 1859)
- M. paria Bigot, 1878
- M. pseudoindiana Joseph & Parui, 1995
- M. setipes (Walker, 1861)
- M. smaragdina Bigot, 1878
- M. sodalis (Walker, 1858)
- M. splendida (Guérin-Méneville, 1831)
- M. superba Meijere, 1913
- M. tincta Meijere, 1913
- M. tomentosa Wulp, 1872
- M. tuberculata Wulp, 1872
- M. vanderwulpi Meijere, 1913
- M. varians Ricardo, 1929
- M. villipes (Doleschall, 1857)
- M. whitneyi Curran, 1936
- M. willistoni Curran, 1936
- M. wollastoni Austen, 1915
- M. xizangensis Shi, 1995